# Karl Ludwig von Wuthenau
Karl Ludwig von Wuthenau (auch: Wuthenow, * 20. August 1767 in Gartz; † 7. August 1821 in Stargard in Pommern) war ein preußischer Generalmajor.

## Leben

### Herkunft
Seine Eltern waren der preußische Major im Dragonerregiments Nr. 5 Christian Ludwig von Wuthenau (* 1731; † 10. April 1788) und dessen Ehefrau Maria Josepha, geborene von Eben (* 1746; † 7. August 1798).

### Militärkarriere
Am 1. Mai 1782 wurde Wuthenau Junker im Dragonerregiment „von Bayreuth“ der Preußischen Armee und avancierte bis Dezember 1787 zum Sekondeleutnant. Während des Ersten Koalitionskrieges kämpfte er bei der Kanonade von Valmy, den Belagerungen von Verdun und Mainz, den Gefechten von Bockenheim, Frankfurt am Main, Blieskastel, Bischweiler, Saarbrücken, Hochheim sowie den Schlachten von Kaiserslautern und Moorlautern. Für sein Wirken bei Blieskastel erhielt Wuthenau am 1. April 1793 den Orden Pour le Mérite. Am 20. August 1794 hatte man ihn zum Premierleutnant befördert. Am 6. Oktober 1797 wurde Wuthenau Stabsrittmeister und Inspektionsadjutant der Ostpreußischen Kavallerieinspektion unter General von Kalckreuth. In dieser Eigenschaft folgte am 10. Juni 1800 die Beförderung zum Rittmeister sowie am 29. Mai 1804 zum Major. Im Vierten Koalitionskrieg kämpfe Wuthenau in der Schlacht bei Auerstedt, dem Gefecht bei Nordhausen und der Verteidigung von Danzig. Für Danzig erhielt er den Orden der Heiligen Anna II. Klasse.
Nach dem Krieg wurde Wuthenau nicht entlassen, sondern am 19. Juni 1807 mit Patent vom 22. Juni 1807 zum Oberstleutnant befördert. Außerdem fungierte er als Adjutant des nunmehrigen Generalfeldmarschalls von Kalckreuth. Am 1. Oktober 1807 erhielt er ein jährliches Gehalt von 800 Talern. Am 20. Mai 1809 erhielt Wuthenau mit Patent vom 2. Juni 1809 die Beförderung zum Oberst. Am 2. Mai 1810 wurde er als Kommandeur in das 1. Westpreußische Dragoner-Regiment versetzt. Im Befreiungskrieg kämpfte Wuthenau in der Schlacht bei Großgörschen und erhielt dafür am 19. Mai 1813 das Eiserne Kreuz II. Klasse. Am 1. Januar 1814 wurde Brigadekommandeur der Landwehrkavallerie des IV. Armee-Korps unter Tauentzien. Am 20. September 1814 wurde er zum Generalmajor befördert und am 19. November 1814 vom 1. Westpreußische Dragoner-Regiment versetzt. Am 17. Mai 1815 wurde er nun Führer einer Brigade der Reservekavallerie des VI. Armee-Korps, bereits am 3. Oktober 1815 erhielt er seinen Abschied mit einer Pension von 1000 Talern. Für seinen persönlichen Mut und Ausdauer im Feldzug von 1813/14 wurde Wuthenau am 5. Mai 1817 mit dem Eisernen Kreuz I. Klasse ausgezeichnet. Am 20. April 1820 bekam er dazu 100 Taler und eine Badekur als Geschenk.

### Familie
Wuthenau heiratete am 17. Januar 1798 Agnes Friederike Charlotte Brandt von Lindau (* 31. Januar 1764; † 28. November 1832), geschiedene von Kamptz. Da das Paar keine Kinder hatte, adoptierte er am 5. März 1820 seinen früheren Adjutanten und Pflegesohn, den Leutnant Karl Schmidtmann (* 25. August 1796; † 2. Dezember 1829), der den Namen Schmidtmann von Wuthenow führte. Vom König erhielt die Witwe auch weiter eine Pension.